# (73414) 2002 LU30
(73414) 2002 LU30 – planetoida z pasa głównego asteroid okrążająca Słońce w ciągu 4,52 lat w średniej odległości 2,73 j.a. Odkryta 3 czerwca 2002 roku.